# Districtul Bouzguene
Bouzguen este un district din provincia Tizi Ouzou, Algeria.